# Calvé (Marke)
Calvé ist eine niederländische Lebensmittelmarke, unter der das Unternehmen Unilever Mayonnaise, Saucen, Dressings und Erdnussbutter vermarktet. Der Markenname wurde 1925 eingetragen 
und hat seinen Ursprung in Frankreich, wo 1893 die Gebrüder Calvé in Laubardemont (Sablons) eine Fabrik eröffneten.
Diese Fabrik fusionierte 1897 mit der Nederlandse Oliefabriek in Delft. Diese war bis 2008 in Betrieb, wurde (nach fast 125 Jahren) geschlossen und die Gebäude wurden abgerissen. 
Die Fabrik befand sich neben Gist-Brocades, der ehemaligen Koninklijke Nederlandsche Gist-en Spiritusfabriek (Gist = Hefe(n)). 